# A Stolen Life
A Stolen Life is een film uit 1946 onder regie van Curtis Bernhardt. De film is gebaseerd op het boek Uloupený život van Karel J. Beneš. Het is de laatste film die Bette Davis maakte voor Warner Brothers om profijt uit te maken. De film is een nieuwe versie van de film uit 1939, waarin Elisabeth Bergner en Michael Redgrave de hoofdrollen hadden.
De film werd genomineerd voor een Oscar.

## Verhaal
Kate Bosworth is een artieste die haar boot naar New England mist. Kate wil hier graag heen, omdat hier haar zus en oom verblijven. Ze spreekt Bill Emerson aan om te vragen of hij haar wil brengen naar haar thuis via zijn boot. Hij doet dit en onderweg worden ze verliefd. Wanneer ze thuis is, nodigt ze Bill uit. Hier wordt hij succesvol verleid door Kates tweelingzus Patricia, die hem uiteindelijk van haar wegsteelt.
Kate probeert aan de lasten van haar privéleven te ontkomen door zich te richten op haar werk. Bill vertrekt naar Chili, waardoor Kate toch genoodzaakt is om tijd door te brengen met Patricia. Patricia verdrinkt echter, wanneer ze gaan zeilen. Kate spoelt aan, waar ze aangezien wordt voor Patricia. Omdat Bill binnenkort zal terugkomen, blijft ze Patricia's identiteit aanhouden.

## Rolverdeling
| Acteur          | Personage                       |
| --------------- | ------------------------------- |
| Bette Davis     | Kate Bosworth/Patricia Bosworth |
| Glenn Ford      | Bill Emerson                    |
| Dane Clark      | Karnock                         |
| Walter Brennan  | Eben Folger                     |
| Charles Ruggles | Freddie Linley                  |
| Bruce Bennett   | Jack R. Talbot                  |
| Clara Blandick  | Martha                          |